# Oswald Moosmüller
Oswald William Moosmüller OSB (* 26. Februar 1832 in Aidling; † 10. Januar 1901 in Wetaug, Illinois) war ein benediktinischer Mönch und Autor.

## Leben
Er wurde am 18. Mai 1852 Novize im Orden der Benediktiner und in die Vereinigten Staaten von Amerika geschickt. Die feierlichen Gelübde legte er am 14. Januar 1855 ab. Die römisch-katholische Priesterweihe empfing er am 18. Mai 1856. Von 1859 bis 1861 war er als Missionar in Brasilien tätig. Danach wurde er der Vorsteher des Klosters Sandwich in Ontario und behielt diese Position bis 1863. Danach wurde er Prior der St.-Mary’s-Kirche in Newark, New Jersey. Diese Position verließ er, um Prokurator seines Ordens zu werden und als Direktor des St. Elizabeth Seminars in Rom zu arbeiten. In der Folge wurde er Prior und Kämmerer der St.-Vincent-Abtei, bis er 1874 Superior der St.-Benedicts-Abtei in Atchison, Kansas wurde. Von 1892 bis 1901 organisierte und leitete er die neue Abtei von Cluny in Wetaug, Illinois. Er starb im Jahr 1901 im Kloster von Cluny.

## Werke (Auswahl)
- St. Vincenz in Pennsylvanien. 1873.
- Bonifaz Wimmer von St. Vincent in Pennsylvanien. 1901.

Daneben schrieb er verschiedene Artikel in deutsch- und englischsprachigen Zeitschriften über die Benediktiner in den Vereinigten Staaten.